# Condado de Borgarfjarðarsýsla

Borgarfjarðarsýsla se encuentra al oeste de Islandia.

Borgarfjarðarsýsla es uno de los veintitrés condados de Islandia. Se encuentra al oeste de dicho país. Akranes es su ciudad más importante.

## Geografía
Su ubicación exacta es latitud: 64.5; longitud: -21.5. El clima es frío, como en casi toda Islandia. El condado tiene un territorio que ocupa una superficie de 1.786 kilómetros cuadrados. Su zona horaria es la Atlantic/Reykjavik, la misma utilizada en el resto de este país europeo. Alberga la cascada de Glymur, la segunda más alta de Islandia.

## Localidades en Borgarfjarðarsýsla
| Ciudad         | Elevación | Población      |
| -------------- | --------- | -------------- |
| Skipaskagi     | 3 pies    | 3.070 personas |
| Stóri-Ás       | 403 pies  | 19 personas    |
| Kelda          | 134 pies  | 113 personas   |
| Hvanneyri      | 65 pies   | 55 personas    |
| Innrihólmur    | 0 pies    | 114 personas   |
| Leirá          | 52 pies   | 73 personas    |
| Lundur         | 127 pies  | 53 personas    |
| Miðsandur      | 49 pies   | 25 personas    |
| Olíustöð       | 0 pies    | 25 personas    |
| Reykholt       | 108 pies  | 65 personas    |
| Sólmundarhöfði | 42 pies   | 4.288 personas |

## Demografía
El condado de Borgarfjarðarsýsla tiene una superficie de 1.786 kilómetros cuadrados, que se encuentran habitados por una población de 7.924 personas. La densidad poblacional es de 4,43 habitantes por cada kilómetro cuadrado de Borgarfjarðarsýsla.